# Palau de Belém
El Palau Nacional de Belém (en portuguès Palácio Nacional de Belém) és l'actual residència del president de la República Portuguesa i fou un dels principals palaus de la família reial portuguesa al llarg dels segles xviii i xix.

## Història
Construït l'any 1559 per l'aristòcrata portuguès Manuel de Alburquerque, es troba al sud-oest de la capital portuguesa, Lisboa, a la freguesia de Belém. A part de l'edifici en si, el recinte palatí posseeix importants jardins a la ribera del riu Tajo.
Al segle xviii, el rei Joan V adquirí el palau amb or provinent del Brasil, comprant-lo al comte d'Aveiras, i posteriorment fou remodelat totalment. El palau passà a convertir-se en una escola d'equitació i en un recinte on el monarca podia mantenir tranquil·lament relacions extramatrimonials.
El terratrèmol de 1755 no afectà la zona de Belém i posteriorment, gràcies a aquest fet, compartí protagonisme en el si de la vida palatina amb el palau de Queluz. Durant el regnat de la reina Maria s'hi construí un zoològic amb espècies provinents de l'Àfrica i un picador de cavalls d'estil neoclàssic.
Actualment el palau presenta una decoració típica dels segles xviii i xix, d'un moment en què Belém i els palaus d'Ajuda i Queluz eren el centre de la vida cortesana. Durant la segona meitat del segle xix el palau fou la residència de mandataris estrangers que estaven de visita a Portugal, entre els quals destaquen els reis d'Espanya Isabel II, Amadeu I i Alfons XIII, el kàiser Guillem II de Prússia i el president francès Émile Loubet.
Pròxim al palau hom hi podia trobar, al llarg dels segles xviii i xix, un port des del qual la família reial portuguesa pogué partir a l'exili brasiler l'any 1807, després de la invasió napoleònica.
El 22 de maig de 1886, el palau de Belém passà a ser la residència oficial dels ducs de Bragança i prínceps hereus, el rei Carles I i la princesa Amèlia d'Orleans. En aquest palau hi nasqueren el príncep hereu Lluís Felip i el rei Manuel II. L'any 1889, els prínceps hereus convertits en monarques es mudaren al Palau de les Necessitats.
Curiosament fou en aquest palau quan el rei Manuel II, durant els actes i la recepció del president de la república brasilera, Mariscal Hérmes de Fonseca, tingué coneixement de l'esclat de la revolució que posaria fi a la monarquia portuguesa l'any 1910.
Actualment es troba obert al públic de forma parcial malgrat continuar amb la funció de residència principal del president de la República Portuguesa.